# Sila
Lucio Cornelio Sila Félix (en latín, Lucius Cornelius Sulla Felix; Roma, 138 a. C.-Puteoli, 78 a. C.) fue uno de los más notables políticos y militares romanos de la era tardorrepublicana, perteneciente al bando de los optimates. Cónsul en los años 88 a. C. y 80 a. C. y dictador entre los años 81 a. C. y 80 a. C.
Tras distinguirse en la guerra de Jugurta, la guerra cimbria y la guerra Social, los intentos de Cayo Mario por arrebatarle el control del ejército que debía combatir a Mitrídates VI de Ponto le llevaron a marchar sobre Roma y restaurar el statu quo anterior por la fuerza de las armas, siendo la primera vez que un ejército romano expugnaba la propia Urbe. Dejó Roma en manos de un cónsul popular, Lucio Cornelio Cina, y otro optimate, Cneo Octavio, marchando a combatir a Oriente, pero al poco retornó Mario, que aliado con Cina dio un golpe de Estado. Mario murió al poco tiempo, instaurando Cina un gobierno autocrático de tres años (Cinnanum tempus, 87-84) y persiguiendo a los seguidores de Sila.
Éste derrotó en Oriente al rey Mitrídates, obligándole a firmar la Paz de Dárdanos en 86 a. C. Su vuelta a Italia precipitó la primera guerra civil (83-82 a. C.), en la que derrotó a los líderes populares Cneo Papirio Carbón y Cayo Mario el Joven, que habían tomado las riendas del Estado, mientras que un tercero, Quinto Sertorio, resistiría durante años a los silanos en Hispania.
Su victoria fue seguida por su dictadura indefinida, en la que además de perseguir sistemáticamente a sus enemigos y a todo aquel que no estuviera completamente de acuerdo con su régimen, realizó una ambiciosa obra legislativa para tratar de restaurar el funcionamiento de las instituciones republicanas. Finalmente, cumplidos sus objetivos, volvió a la condición de simple particular.
La posteridad ha estado muy dividida en su juicio sobre Sila, considerado por algunos un monstruo sanguinario y elogiado por otros a causa de sus dotes políticas. La decisión de Sila de hacerse con el poder, posible irónicamente por las reformas militares de su rival que ligaban la lealtad del ejército a su general más que a Roma, desestabilizó permanentemente las estructuras de poder romanas. Líderes posteriores como Julio César seguirían su precedente para alcanzar el poder político a través de la fuerza.

## Juventud
Lucio Cornelio Sila nació en Roma, en el seno de una pequeña familia aristocrática, la menos destacada de las siete ramas de la gens Cornelia, los Cornelii Sulla. Ya que la fama del dictador eclipsó totalmente la de sus ancestros, es muy poco lo que conocemos de ellos. Las fuentes clásicas enfatizan los aspectos más negativos. Del padre de Sila, Plutarco facilita únicamente el dato de su situación económica modesta y solo la mención de su hijo en documentos epigráficos ha permitido rescatar su praenomen; de la madre no se sabe nada y tampoco hay noticia explícita de otros hermanos, aunque la referencia a un Nonio Sufenas, como sobrino del dictador, deja claro que este tuvo al menos una hermana. 
Salustio y Plutarco están de acuerdo en que la familia de Sila se hallaba en plena decadencia, pero discrepan en los matices. Mientras que el segundo implica que si Sila salió de la penuria (ilustrada con la anécdota de que en sus años mozos compartió techo con libertos), a la que le condenaba la ruina y la pérdida de prestigio de los Cornelios durante el siglo II a. C., fue solo y exclusivamente por obra de la Fortuna, las referencias de Salustio a la educación de Sila y a su excelente dominio del latín y el griego, aun admitiendo un grado considerable de ignominia, cuadran mejor con lo que se espera de una familia bien situada social y económicamente. Un pasaje de Apiano sobre las conversaciones preliminares que condujeron a la paz de Dárdanos habla de la amistad que unió al padre de Sila con el rey del Ponto, confirmando la pretura que los testimonios epigráficos adjudican a Lucio Cornelio Sila, padre.
Por otro lado, el provechoso matrimonio del mismo con una rica señora indica también que se trataba de una gens menos desprestigiada y con más caudales de lo que Plutarco da a entender. Los Cornelli Sulla pudieron ser pobres, pero no literalmente. Se sabe que el joven Sila percibía unas rentas de 9000 sestercios anuales, lo cual indica un ingreso de 150 000 sestercios: en comparación con el sueldo anual de un trabajador —unos 1000 sestercios—, se trataba de una suma considerable, pero no era nada al lado de las fabulosas fortunas de otras grandes familias.
Fue probablemente la muerte de su padre la que dejó a Sila en esta situación económica, la cual convirtió con toda seguridad al aristócrata en el desclasado del que habla Plutarco. Con las puertas del cursus honorum y la alta sociedad cerradas para él, el ocioso Sila se refugió en el mundillo del teatro, frecuentando alojamientos y compañías de carácter procaz y disoluto, «histriones y gente baladí». Jovial, bebedor y chancero según Plutarco, fue su atractivo físico el que lo sacaría de esos ambientes, ya que una de las cortesanas más caras de Roma, a la que sólo conocemos por su nom de guerre, Nicópolis, perdidamente enamorada de él, le legó todas sus posesiones. Al mismo tiempo fallecería la madrastra de Sila, dejándole como único heredero y permitiéndole disponer de los fondos necesarios para iniciar su carrera política cuando tenía unos treinta años de edad.

## Las primeras etapas delcursus honorum

### La guerra de Jugurta

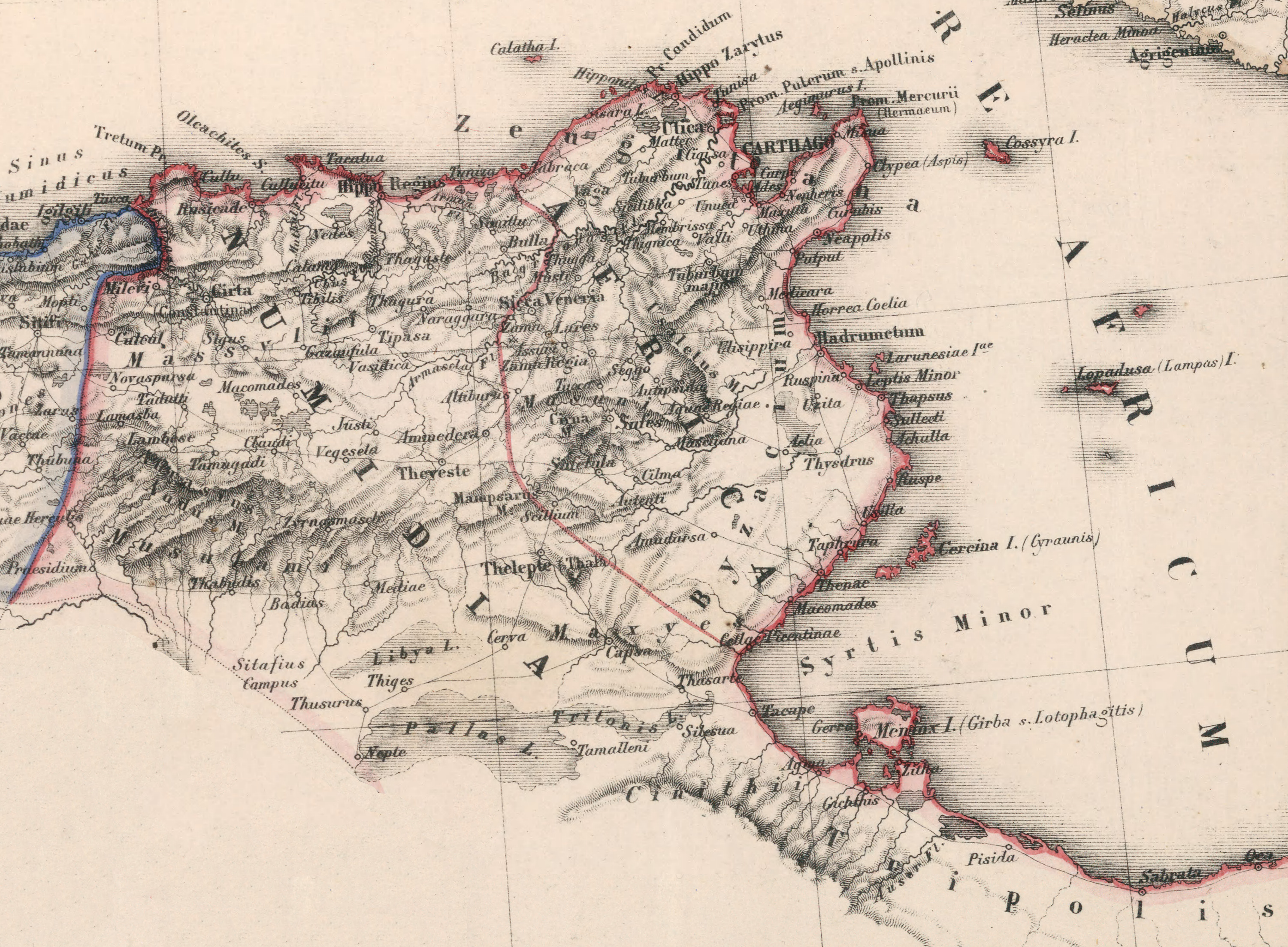
Numidia en tiempos de la guerra de Jugurta.

Las migraciones de cimbrios y teutones.

Lucio Cornelio Sila inició su carrera el año 107 a. C. sirviendo como cuestor durante la guerra contra el rey de Numidia, Jugurta. El rey númida llevaba años hostigando a los romanos con gran éxito, y a pesar del gran avance logrado por Metelo el Numídico, no se vislumbraba final al conflicto cuando Cayo Mario asumió el mando. Mario llevó muy a mal que el destino le hubiera concedido un cuestor tan afeminado como Sila, con su reputación manchada por las malas pasiones, el vicio y su afición al teatro. Sin embargo, pronto sorprendería a todos con sus cualidades extraordinarias.
El conflicto siguió eternizándose a pesar de las victorias romanas, de modo que Sila fue enviado en calidad de embajador a parlamentar con el suegro del esquivo monarca númida, el también rey Boco I de Mauritania. Sila trabó amistad con el mismo y logró convencerlo para que traicionara a Jugurta, apresándolo para los romanos (105 a. C.). El evento proporcionó a Sila un gran prestigio militar y una considerable popularidad tanto con el cónsul como con los soldados, atribuyéndosele el fin de la guerra. Plutarco afirma que esta circunstancia fue el comienzo de la fricción entre Mario y Sila, puesto que aquel se volvió envidioso del éxito de su subordinado y este no hacía sino echar leña al fuego con una actitud fanfarrona que encontró eco entre algunas personas, enemigos políticos de Mario. Sila reivindicó para sí todo el honor de este éxito, y se mostraba tan orgulloso del mismo que lo hizo grabar en el anillo que le servía de sello. A pesar de que enseguida se convirtió en un gran personaje, jamás desdeñó el más pequeño vestigio de gloria.

### Los cimbros y teutones
La situación de extremo peligro creada por la invasión de cimbrios y teutones, aplazó las posibles diferencias entre general y subordinado, y Sila permaneció bajo las órdenes de Mario en las sucesivas campañas de los años 104 a. C. y 103 a. C. Dirigió con éxito una expedición contra los tectosagos, dando muerte a su caudillo Cepilo y, poco después, como tribuno militar, destacaría también al negociar un tratado con los marsos y dirigir extraoficialmente el ejército del cónsul Quinto Lutacio Cátulo, uno de los protegidos de Mario, contra los cimbrios que amenazaban el norte de Italia. Los derrotó en Vercellae (en el año 101 a. C.), donde dirigió la caballería, dando muestras al mismo tiempo de su capacidad tanto para el combate como para la organización.

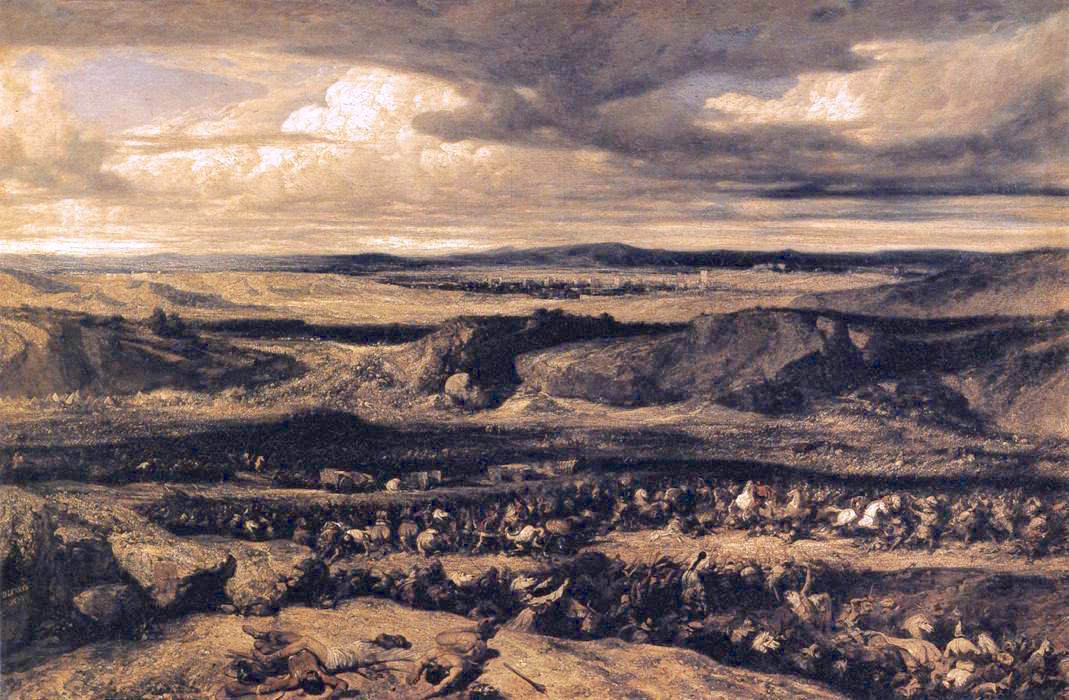
La derrota de los cimbrios (1833), por Alexandre-Gabriel Decamps (Museo del Louvre).

Finalmente, la disputa con Mario se manifestó en toda su amplitud tras la victoria sobre los cimbrios: Cátulo y Sila parecen haber reclamado más crédito por su actuación en Vercellae del que Mario estaba dispuesto a conceder. "En circunstancias tan nimias y pueriles" —concluye Plutarco— «se fundamentó el odio de ambos, que más tarde condujo a los desmanes de la guerra civil y después a la tiranía y a la perversión de todo el Estado.» No obstante, el conflicto entre Mario y Sila se desarrolló más lentamente de lo que Plutarco y otros autores parecen admitir, y no adquirió el carácter de abierta hostilidad hasta mucho más tarde.

## Pretura y gobierno en Cilicia
Según el relato de Plutarco, tras haber sido desmovilizado hacia el año 100 a. C., Sila se amparó en su prestigio militar para pujar por el cargo de pretor; inicialmente resultó en fracaso, obscureciéndose su carrera política por unos años. Plutarco recoge la explicación de este fracaso que escribió el propio Sila: la plebe romana que esperaba con ansia los grandes espectáculos que ofrecería como edil. El biógrafo de Queronea añade además su propia visión del asunto: Sila no compró suficientes votos, una opinión ilustrada con algunos ácidos comentarios sobre la venalidad de su personaje.
Sin embargo, acabó siendo nombrado pretor en el año 94 a. C. y se distinguió por la magnificencia con la que organizó los juegos en honor de Apolo, los ludi apollinares en el mes de julio. En estos juegos, los romanos vieron por vez primera combatir a cien leones que había enviado su amigo Boco I. Al término de su mandato, como propretor, se hizo cargo del gobierno de Cilicia, entrando así por primera vez en contacto con los problemas anatólicos. El rey de Capadocia, Ariobarzanes I, entronizado por Roma, había sido depuesto por el rey de Armenia, Tigranes el Grande, y su suegro y aliado del rey del Ponto, Mitrídates VI, que colocó a su propio hijo en el trono de Capadocia. La acción de Sila fue bastante efímera, pues, a pesar de cumplir su misión, la restitución de Ariobarzanes I apenas duró un año, siendo expulsado nuevamente por Mitrídates. Sila fue el primer romano en llegar al Éufrates, y negoció un tratado de amistad con Orobazo, embajador de los partos. Además del éxito diplomático, Sila recibió el anuncio de un gran destino. Plutarco cuenta que un adivino caldeo, "después de haber contemplado atentamente el rostro de Sila y observado diligentemente todos los movimientos tanto de ánimo como de cuerpo", declaró: Indiscutiblemente este hombre llegará a ser muy importante y me asombro de que ahora incluso sea capaz de soportar no ser el primero de todos.
A su vuelta a Roma, aguardaba a Sila un humillante proceso judicial por corrupción. Mario se dedicó a denunciar la arrogante actitud de Sila hacia los capadocios y los partos, arguyendo que la situación en Oriente se resentiría. Finalmente, Gayo Marcio Censorino, una de las criaturas de Mario, acusó a Sila de aceptar sobornos de Ariobarzanes. Por este motivo, Ernst Badian consideraba que fue en este instante cuando las tensiones entre Sila y Mario se convirtieron en abierta hostilidad, consecuencia probable de la serie de turbulentos escándalos políticos que sufrió Roma en la década de los 90 del siglo I a. C. y que acabó en empate entre populares y optimates. Aunque la incomparecencia de Censorino le libró de una condena judicial, el prestigio de Sila resultó tan dañado por la acusación que hubo de retirarse de la actividad pública durante los siguientes tres o cuatro años. Tras haber logrado tantos éxitos en Asia, Sila quedó desacreditado como corrupto e incompetente.
Posiblemente empleó estos años de silencio maniobrando para recuperar la dignitas perdida. El incidente de la conmemoración de la victoria sobre Jugurta, narrado con detalle por Plutarco, revela que en 91 a. C. no era ya un personaje maldito de la política romana. El incidente en cuestión fue la donación de un grupo escultórico por el rey de Mauritania, Boco, al Pueblo de Roma, con ocasión de su nombramiento formal como socius et amicus populi Romani. Este grupo escultórico representaba su máxima aportación a la amicitia romana: la rendición de Jugurta. En él estaban representados Jugurta, Boco y Sila, pero no Mario. Del relato de Plutarco se desprende a las claras que Mario se tomó muy mal la presencia de Sila y la ausencia suya, interpretándolo como un ataque directo contra su dignitas. Plutarco añade que el incidente —y Sila— fueron empleados por una parte del Senado que había convertido la disputa con Mario en la principal razón de su actividad política. Solo el estallido de la guerra social contuvo a las facciones y evitó que se lanzaran la una contra la otra.

## La guerra social
Fue la guerra social, el conflicto que estalló en el año 91 a. C. entre Roma y sus aliados itálicos, injustamente tratados, la que proporcionaría a Sila su mayor gloria y el inicio de su irresistible ascensión política, abriéndose así aún más las diferencias con Mario, quien también desempeñó un eficaz papel en las operaciones militares.
El mayor éxito lo obtuvo como legado, en la región costera de la Campania y, poco después, en el Samnio, al mando del cónsul Lucio Julio César, donde logró sorprender al general samnita Papio Mutilo y conquistar la ciudad de Bovianum. En el año 89 a. C. consiguió una decisiva victoria militar ante los muros de Pompeya, obteniendo de ese modo una corona gramínea, máxima condecoración militar romana. Tras eso, continuó conquistando el resto de las ciudades que los rebeldes habían ocupado en la Campania, hasta que solo quedó el corazón de la revolución: Nola.[cita requerida] Ignorando la amenaza que esa ciudad simbolizaba para sus legiones, Sila lanzó un ataque directo al centro de las tierras rebeldes, invadiendo el Samnio e infligiéndoles una severa derrota en un paso de montaña.
De este modo, presentándose como el sofocador de la rebelión,[cita requerida] Sila obtuvo su tan anhelado consulado en el año 88 a. C., junto a Quinto Pompeyo Rufo. Los cónsules se repartieron el gobierno de la Res publica de manera que Sila recibía el provechoso mando de la guerra contra Mitrídates VI, mientras que Pompeyo Rufo permanecía en Roma a cargo de las tareas «civiles». Este mismo año contraía matrimonio con Cecilia Metela, sobrina de Quinto Cecilio Metelo Numídico, emparentando en el poderoso clan senatorial de los Cecilios Metelos.
El caos político y económico, secuela de la guerra social, no se limitó a las fronteras de Italia. Los graves problemas que sacudían la península eran observados con interés por el resuelto rey del Ponto, Mitrídates VI. Sus fricciones con la República romana no eran nuevas, pero ahora que Roma se enfrentaba a sus propios aliados, le pareció al rey el momento perfecto para intentar una política de hechos consumados y extender sus dominios en Asia Menor.

## El tribunado de Sulpicio Rufo y la marcha sobre Roma
Las fuentes antiguas son unánimes considerando que los problemas surgieron cuando los populares, apoyados por los caballeros, prepararon la reaparición pública de Mario, quien deseaba para sí el mando militar sobre Oriente. Tras haber presidido las elecciones consulares para 87, Sila estaba a punto de partir para Capua (donde se concentraban seis legiones para la campaña de Asia), cuando el tribuno de la plebe Publio Sulpicio Rufo cambió bruscamente de bando político y, de ser uno de los miembros más notables de los optimates, pasó a convertirse en aliado de Mario y en defensor de las tesis populares, sin que estén claros los motivos de este súbito cambio de alianzas: si fue por influencia de Mario, por ambición y sed de poder o por otros motivos más personales.[cita requerida]
Sulpicio trató de aprobar una ley sobre el suffragium de los itálicos incorporados a la ciudadanía ex lege Iulia y, posiblemente, una medida similar aplicable a los libertos. La violencia desatada entre los proponentes y adversarios de ambas leyes trató de ser atajada por los cónsules proclamando una suspensión de las actividades legislativas,[cita requerida] cuya naturaleza ha sido ampliamente discutida debido a la discrepancia en las fuentes, aunque parece más probable que se tratara más de feriae imperativae que de un iustitium.[cita requerida] Cuando, en una asamblea junto al templo de Cástor y Pólux, Sulpicio solicitó la reanudación de la actividad legal, la contio degeneró en pelea abierta, provocando, entre otras, la muerte de Quinto Pompeyo Rufo, hijo de uno de los cónsules y yerno del otro, y la retirada de ambos magistrados. Sila se refugió, voluntaria o forzadamente, en la cercana casa de Mario, donde se discutió la situación creada y se llegó a algún tipo de acuerdo, porque Sila regresó a la Asamblea, anuló las feriae y marchó a Capua para embarcarse rumbo a Asia.
No había llegado Sila a esta ciudad de la Campania, cuando Sulpicio Rufo propuso entregar el mando de la guerra contra Mitrídates a Mario. La reacción de Sila ante el decreto popular que lo relevaba del mando es uno de los hitos decisivos en la historia de la República romana. Sorprendido por la noticia, su resolución fue tan rápida como drástica. Buen conocedor de la psicología del ejército, bastó que, al transmitir el decreto a la tropa, añadiera que, seguramente, Mario conduciría a Oriente sus propias fuerzas, privándoles a ellos de la gloria y riquezas que les aguardaban, para que la indignación prendiera en los soldados, que exigieron ser conducidos contra Roma.[cita requerida] Los tribunos enviados por Mario fueron lapidados, y el cónsul aceptó ponerse al frente de las tropas, camino de la Urbe. Ninguno de los oficiales, a excepción de un cuestor, secundó a Sila, pero sí, en cambio, su colega consular Quinto Pompeyo Rufo, que se había reunido con él.[cita requerida]
Por primera vez en la historia de Roma, un magistrado introducía el factor del ejército en la política interior, que, en adelante, ya nunca podría liberarse de la amenaza de un golpe de Estado militar. El creciente deterioro y las continuas maniobras políticas de los populares —incluido, por supuesto, el decreto de Sulpicio contra Sila, que interfería una decisión senatorial— finalmente habían llevado a la situación límite de una implantación de la ley del más fuerte.[cita requerida] Desde el golpe de Estado de Sila, la constitución republicana quedaba reducida a una farsa legal, y su vigencia, sujeta a las modificaciones y caprichos de cualquier eventual imitador del proceder silano. En todo caso, que Sila actuaba oficialmente en defensa de la legalidad vigente, pretendiendo apuntalar la declinante res publica mediante la restauración del régimen senatorial, lo prueba su posterior línea de reformas.[cita requerida] Pero, paradójicamente, estuvo obligado por las circunstancias a apoyar su vigencia en las mismas causas que precipitaban su destrucción.
Dos pretores, enviados desde Roma, intentaron disuadir al general de sus propósitos, con los mismos resultados negativos que una comisión senatorial, cuando alcanzó las puertas de la Urbe. Mario, Sulpicio y sus seguidores sabían que era imposible organizar la defensa contra las seis legiones que, desde tres puntos distintos, se cerraron sobre Roma. Tras un breve asedio, Sila franqueó las murallas de la ciudad, entrando en la Urbe al frente de su ejército, cometiendo así una terrible falta religiosa: la violación del pomerium.  Solo la plebe urbana del Esquilino hostigó a las tropas silanas con piedras y tejas desde las azoteas. Sila eliminó esta resistencia por el expeditivo recurso de mandar incendiar las casas, mientras sus más comprometidos adversarios buscaban en la huida su única salvación.[cita requerida]
Antes de marchar, Sila publicó una lista de enemigos del Estado (en la que figuraban Mario y Sulpicio Rufo) y promovió una serie de leyes para neutralizar los elementos de donde había partido la acción antisenatorial de los populares, es decir, los comicios por tribus y el tribunado de la plebe. La lex Cornelia Pompeia de comitiis centuriatis et de tribunicia potestate anuló la capacidad legislativa de los concilia plebis (a los que había sido transferida), limitó la capacidad de los tribunos de la plebe para vetar una ley emanada del Senado y exigió la previa autorización del mismo a toda propuesta de ley. Se restablecía asimismo el viejo sistema serviano de los comitia centuriata, que tendrían preferencia sobre los comitia tributa (utilizados por los tribunos de la plebe para promulgar leyes) en la votación de cualquier ley. Dejando Roma bajo el consulado del popular Lucio Cornelio Cina y del aristócrata Gneo Octavio, Sila partió contra Mitrídates.
Su larga ausencia sería, sin embargo, aprovechada pronto por los populares para retomar el poder y llevar a cabo una venganza en que, incluso dando margen a la exageración de las fuentes clásicas, se cometieron graves excesos. En el verano de 87 a. C. se reanudó el conflicto entre los populares, con Cina al mando, y los optimates, con Octavio al frente. Mario volvió del exilio en África junto con su hijo adoptivo (Mario el Joven), acompañado de un ejército que había logrado reunir allí. Dicho ejército se unió a las fuerzas de Cina para derrotar a Octavio. En este momento Mario entró en Roma y, siguiendo sus órdenes, los soldados comenzaron a ejecutar a los partidarios de Sila, incluyendo al cónsul Octavio. La matanza conmocionó a Roma, y al parecer solo entre las filas de los nobiles hubo 100 muertos. Sus cabezas fueron expuestas en el Foro.
Cinco días después, Quinto Sertorio ordenó a sus tropas (mucho más disciplinadas que las de Mario, que se habían reclutado entre gladiadores, esclavos y sectores menos favorecidos de la población)[cita requerida] aniquilar a los libertos responsables de las atrocidades, acción que Mario se tomó con calma. El Senado, ahora bajo control de los populares[cita requerida], dictó una orden exiliando a Sila, y Mario fue nombrado nuevo general para la guerra en el este. Cina, por su parte, fue elegido para un segundo consulado, y Mario para un séptimo. Sin embargo, poco más de un mes después de su vuelta a Roma, a los 17 días de acceder al consulado, Mario murió repentinamente a la edad de 71 años.

## La primera guerra mitridática

Asia Menor en vísperas de la primera guerra mitridática

Tras su desembarco en Dirraquio, entre los años 87 a. C. y 85 a. C., Sila luchó contra las fuerzas de Mitrídates en Grecia, dirigidas por Arquelao. Desde los primeros momentos, pese a la inferioridad numérica de sus efectivos, la ausencia de una potente flota y la falta de dinero, los romanos actuaron con energía en Grecia, sumados a la causa del rey del Ponto. Brutio Sura, el eficaz legatus del gobernador de Macedonia, había tenido cierto éxito impidiendo el avance de las tropas pónticas, e incluso las había derrotado en campo abierto en el norte de Grecia. Más tarde, Sura se enfrentó de nuevo con ellas en varias ocasiones en los alrededores de Queronea, aunque la llegada de refuerzos pónticos le obligó a retirarse. Esto sucedió justamente cuando la vanguardia del ejército de Sila desembarcaba en el Epiro. Sura recibió la orden de regresar a Macedonia.
Sin ninguna clase de apoyo del gobierno de Roma, la campaña de Sila en Grecia estuvo caracterizada por la doble lucha contra el enemigo y la penuria. La falta de dinero se suplió mediante el saqueo de los tesoros de los diversos templos griegos, especialmente el del más rico de todos: el santuario de Delfos, al que envió a un amigo suyo, Cafis el focio, para incautar sus riquezas. No obstante, la mayor fuente de quebraderos de cabeza para Sila fue su propio ejército, donde los problemas con los soldados parece que fueron superiores a los habituales en la época. Dado que la moral de sus tropas al llegar a Grecia era muy baja, Sila empleó cualquier ocasión imaginable para ejercitarlas, de tal modo que al comienzo de la campaña en Italia, las legiones a su mando mostraban una excelente disciplina. Entretanto, su lugarteniente Lucio Licinio Lúculo también fue enviado a requisar barcos y dinero en distintos puertos del Levante mediterráneo.
Sila emprendió el asedio de Atenas y El Pireo, gobernadas por el tirano Aristión, una marioneta del rey del Ponto. La política de tierra quemada llevada a cabo por Aristión y la consiguiente carencia de madera para construir máquinas de asedio llevó a Sila a ordenar talar todos los árboles en cien millas a la redonda, quedando el Ática arrasada. Entre los árboles talados se encontraban los centenarios de la celebérrima Academia, a cuya sombra se pasearon Platón y tantos otros filósofos de renombre. El cerco quedó completado, y a pesar de varios intentos de romper el asedio, ambas partes se sentaron a esperar. Pronto el campamento de Sila empezó a llenarse con sus partidarios, huidos de las matanzas de los populares en Roma.
Durante este durísimo cerco, el romano habría contraído la sarna debido a las condiciones antihigiénicas de su campamento. Esta enfermedad, provocada por un ácaro, produce incesantes picores y ronchas o pústulas. Al rascarse continuamente, la delicada piel blanquísima de Sila quedó irreparablemente dañada, resultando en las ronchas que desfigurarían su palidez el resto de su vida y que le valieron la siguiente chanza de los atenienses:

Si una mora amasares con la harina,

 tendrás de Sila entonces el retrato.

Así, Sila se habría vengado de estos padecimientos sufridos por él y sus hombres con el terrible saqueo a que sometió a la metrópolis. Tras el largo sitio, una mina provocó el derrumbe de un lienzo de muralla al sudeste de la ciudad, entre las puertas Sagrada y Piraeica, y Atenas fue expugnada el 1 de marzo del año 86. Según Plutarco:

...el mismo Sila (...) entró a la medianoche, causando terror y espanto con el sonido de los clarines y de una infinidad de trompetas y con la gritería y algazara de los soldados, a los que dio entera libertad para el robo y la matanza: así, corriendo por las calles, con las espadas desenvainadas, es indecible cuánto fue el número de los muertos...

En un principio Sila tuvo tentaciones de arrasar la ciudad para escarmentar a los griegos, como hiciera Lucio Mumio en Corinto (146 a. C.), pero luego, atendiendo a la razón, acató la fama universal de Atenas como un título que daba a esta ciudad el derecho a ser respetada. Plutarco hace aparecer al gran romano como un heleno, en el momento en que se decide a perdonar a los vivos por respeto a los muertos. Más tarde, pudo invocar entre los más grandes logros de su dicha el de haber sido clemente con Atenas.
El tirano Aristón escapó por mar a través de El Pireo, para unirse a las fuerzas pónticas conducidas por Taxiles. Antes de internarse en Beocia para interceptar a estos ejércitos enemigos que se aproximaban desde el norte, Sila ordenó desmantelar los Muros Largos y destruir las fortificaciones y el grandioso arsenal del Pireo, que fue incendiado para evitar que la flota del Ponto desembarcara un ejército a sus espaldas.

### La batalla de Queronea
Sila no perdió el tiempo y ocupó una colina llamada Filoboeto, que nacía en las estribaciones del Monte Parnaso. Desde allí dominaba la llanura de Elatea y disponía de madera y agua en abundancia. El ejército de Arquelao, comandado realmente por Taxiles, debía avanzar desde el norte por un valle hasta Queronea. Con 110 000 hombres y 90 carros de guerra, triplicaba, como mínimo, a los efectivos silanos. Arquelao era partidario de desgastar lentamente a los romanos, pero Taxiles tenía órdenes de Mitrídates para atacar inmediatamente. Entretanto, Sila empleó a sus hombres en la excavación de una serie de trincheras para proteger los flancos contra posibles maniobras y levantar empalizadas en el frente. A continuación ocupó la ciudad en ruinas de Parapotamos, una posición inexpugnable que dominaba los vados de la calzada que conducía a Queronea. Entonces fingió una retirada, abandonando los vados y se atrincheró en la empalizada y las trincheras. Tras éstas estaba preparada la artillería de campaña que ya había sido empleada en el asedio de Atenas. Arquelao avanzó a través de los vados y trató de flanquear a las fuerzas romanas con su caballería, pero solo logró ser rechazado por las legiones formadas en cuadro y sumir el ala derecha de su ejército en la confusión. Los carros de Arquelao cargaron contra el centro romano y se hicieron añicos contra las trincheras romanas. Entonces, los caballos liberados de sus bridas y enloquecidos por las flechas y jabalinas retrocedieron a través de las falanges griegas creando más confusión. Estas cargaron, pero tampoco pudieron superar las defensas romanas y sufrieron fuertes bajas bajo el fuego de la artillería romana. En vista del fracaso, Arquelao trató de lanzar su ala derecha contra la desprotegida izquierda romana. Sila, apercibiéndose de la peligrosa maniobra, corrió en auxilio de sus hombres desde el flanco derecho. Sila resistió los asaltos pontídeos, hasta que Arquelao decidió traer más tropas desde su ala derecha. Esto desestabilizó la línea de combate póntica y debilitó su flanco derecho. Sila retornó a ala derecha y ordenó avanzar a todas sus fuerzas. Con el apoyo de la caballería, las legiones de Sila hicieron añicos a las fuerzas de Arquelao. La matanza fue terrible, y según algunas fuentes, solo sobrevivieron 10 000 soldados de Mitrídates.

### La batalla de Orcómeno
Apoltronado en el poder en Roma, Cina mandó a Lucio Valerio Flaco al frente de dos legiones a fines de 86. Mientras Sila concluía el sitio de Atenas, el ejército de Flaco desembarcó en el Epiro; la misión de esas fuerzas era combatir a Mitrídates, no a Sila, lo que queda patente por el hecho de que, cruzándose ambos ejércitos a pocas millas de distancia, no se enfrentaron entre sí. Sin embargo, Sila animó a sus hombres a sembrar la disensión en el ejército de Flaco, que empezó a sufrir deserciones. Alejándose de los silanos, Flaco fue a combatir a Mitrídates a la región de los Estrechos (el Helesponto y el Bósforo).

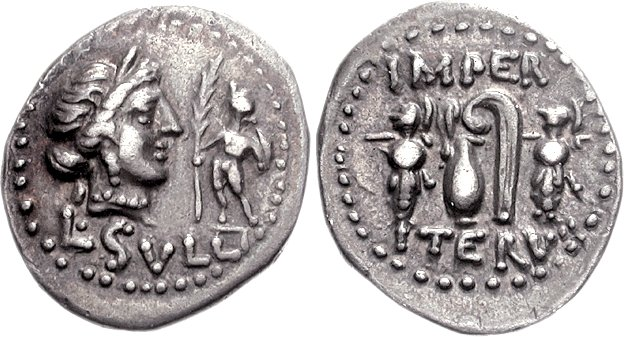
Denario de Sila acuñado en la ceca militar que viajó con él a Oriente después de su exitosa campaña contra Mitrídates VI. La cabeza de Venus con diadema a la derecha refleja la creencia de Sila de que Venus le otorgó la victoria contra Mitrídates. A la izquierda se ve capis y lituus entre dos trofeos; estos trofeos se refieren a las batallas de Queronea y de Orcómeno.

Entretanto Sila hubo de hacer frente a un nuevo ejército póntico. Como campo de batalla escogió Orcómeno, una zona pantanosa en las llanuras de Beocia. No sólo era el lugar ideal por su estrechez para que un ejército inferior plantara cara a uno numéricamente muy superior, debido a sus defensas naturales, sino que también era el terreno propicio para que Sila organizara nuevas trincheras y empalizadas. En esta ocasión las fuerzas del Ponto excedían los 150 000 hombres, que acamparon con gran ajetreo enfrente mismo de los romanos, junto a las lagunas de Orcómeno.
Tan pronto amaneció, Arquelao se dio cuenta de la trampa que Sila le había preparado. El romano no se había limitado a cavar trincheras, sino también diques fácilmente defendibles, que pronto se convirtieron en un muro que iba aprisionando el campamento de Arquelao. Las fuerzas del Ponto intentaron salir sin éxito, y los diques avanzaron más sobre el campamento póntico, que cada vez estaba más acorralado. El segundo día, Arquelao, determinado a escapar de las redes de Sila, lanzó todo su ejército sobre los romanos, que empezaron a retroceder. Sin embargo, la presión provocó que los legionarios acabaran tan juntos entre sí que formaron una barrera impenetrable de espadas y escudos que avanzó sobre el campo de batalla como un puño blindado, haciendo trizas la línea de combate de Arquelao y tomando a viva fuerza el campamento. Las fuerzas del Ponto se desbandaron, y la batalla se convirtió en una inmensa matanza.
Plutarco hacía notar que dos siglos después de la batalla, aún se encontraban armas y armaduras enterradas en el cieno a las orillas de las lagunas de Orcómeno.

### Fimbria y la Paz de Dárdano
El segundo al mando de Valerio Flaco, el legado Cayo Flavio Fimbria, era un individuo nombrado a dedo por Cina para tener contentos a sus partidarios, conocido por su carácter ruin y pendenciero. Mientras se hallaba acantonado en Nicomedia (Bitinia), y aprovechando que Flaco estaba visitando la cercana Calcedonia, Fimbria empezó a agitar a los soldados descontentos por la dureza de la campaña, y a través de la demagogia logró que se amotinaran y asesinaran a Flaco en cuanto este retornó. Asumiendo el mando del ejército, Fimbria se lanzó sobre Mitrídates con gran éxito, y tras vencer a los restos de sus fuerzas en Eolia logró atraparlo en la ciudad de Pitane. De haber tenido la colaboración de la flota que Lúculo había reunido para Sila, la captura del rey del Ponto hubiera sido casi segura. Pero como no la tuvo, la flota póntica rescató a su monarca.
A pesar de estos éxitos militares, Fimbria sometió a los habitantes de la provincia romana de Asia a terribles saqueos, torturas y arbitrariedades, con lo cual se alzaron en armas contra él, alineándose con Sila. Tras haber logrado entrar en Ilión (Troya) proclamando que, como romano, era amigo y aliado de esta ciudad, mató a todos sus habitantes, robó todo lo que se podía transportar y redujo la urbe a cenizas.
Para poder hacer frente a Fimbria, Sila negoció una salida rápida a la guerra con el Ponto. Mitrídates VI aceptó un acuerdo de paz bastante favorable para lo que acostumbraban los romanos, la llamada Paz de Dárdano, en agosto del año 85 a. C.; en ella, el rey del Ponto se comprometía a retirarse de Europa y los territorios romanos de Asia Menor, renunciando a todas sus conquistas, a su flota, que debía ceder a los romanos, y comprometiéndose a pagar una indemnización de 3000 talentos. El cumplimiento de las cláusulas quedó a cargo del propretor Lucio Licinio Murena (el cual tendría que enfrentarse a Mitrídates en una segunda guerra (83-82 a. C.) interrumpida por orden de Sila), que procedió a la reorganización de las provincias de Grecia y Asia, bajo durísimos dictados para sus habitantes.
Una vez libre del problema de Mitrídates, Sila salió en busca de Fimbria; el encuentro tuvo lugar en Tiatira y, tras lo que parece que fue un intento de negociación, ambas partes se prepararon para el encuentro armado, pero Fimbria, atrapado entre la baja moral de sus tropas y la superioridad numérica de Sila, se suicidó cuando sus tropas desertaron en masa, añadiendo así otro hito a la felicitas o buena suerte de Sila. Aunque nada impedía ahora el regreso a Roma, Sila dedicó algún tiempo en Asia y Atenas a la reorganización de la provincia, esperando que el destino le señalase la mejor oportunidad para volver.

## La guerra civil
En Roma la situación no podía ser peor para el ausente Sila: el gobierno que había creado ya no existía y él mismo había sido condenado a muerte in absentia, mientras sus propiedades eran arrasadas y su familia (gracias a la cual había aumentado su poder, ya que su esposa, Cecilia Metela, pertenecía a la influyente familia de los Cecilio Metelo), así como sus amigos, clientes y partidarios, se veían forzados a huir.
En respuesta, Sila envió al Senado una carta arrogante donde enumeraba sus servicios a la República, reprochaba a sus adversarios los desmanes para con su persona y partidarios y juraba venganza. Atemorizado, el Senado, dirigido por su princeps, Lucio Valerio Flaco, trató de negociar con Sila con el tácito consentimiento de los cónsules Carbón y Cina, los cuales continuaron con sus preparativos militares, reuniendo un enorme contingente de tropas. Cuando la legación senatorial le alcanzó, Sila ofreció lo que Tito Livio consideró un acuerdo razonable: se negó a entenderse con sus enemigos, pero afirmó que no se opondría si el Senado los amnistiaba por sus crímenes. Negándose a disolver su ejército, y erigiéndose como protector del inerme Senado, exigió la restauración de la posición y bienes tanto de él como de los suyos.
La muerte de Cina durante un motín militar puso fin a las negociaciones y significó el comienzo del fin del régimen popular; las fuerzas cohesionadas por Cina comenzaron a disgregarse y el creciente malestar lanzó a muchos a los brazos de Sila, incluyendo a los embajadores enviados por el Senado. Al enterarse de la muerte de su rival, Sila se preparó para cruzar a Italia. Para ese momento, Metelo se había ya sublevado en la estratégica África, Craso estaba reclutando tropas entre su clientela hispánica y Pompeyo hacía lo mismo en el Piceno. Considerando la baja moral de sus tropas y el cansancio de la población tras tantos años de guerras, la causa de los populares estaba condenada: muchos de sus líderes así lo comprendieron y cambiaron de bando antes de que fuera demasiado tarde.
En este estado de cosas, en la primavera del año 83 a. C. Sila desembarcaba en Brundisium con su pequeño curtido ejército de 40 000 hombres. Frente a sí encontró un ejército comandado por Papirio Carbón y Mario el Joven, sucesores de Cina. Los encarnizados combates que tuvieron lugar el verano de 83, la primavera y el verano de 82 pueden ser considerados la primera guerra civil entre romanos. Según los distintos autores clásicos, se habla ya de 50 000, ya de 70 000 muertos entre los dos ejércitos. Las tres grandes victorias de Sila fueron la del Monte Tifata sobre Cayo Norbano Balbo (83), la de Sacriportus sobre Mario el Joven (82) y, ante todo, la de Porta Collina (1 de noviembre de 82) junto a los muros de Roma.
En esta última, Sila capturó a 12 000 populares, que fueron recluidos en el Campo Marcio. 3000 de ellos fueron ejecutados el 2 de noviembre, a pesar de que imploraron en vano la piedad de su engañosa mano. Sus terribles gritos y lamentos llegaron a los oídos de toda la aterrorizada ciudad y del Senado reunido. Sila sonrió ante los gestos de terror de los senadores y dijo que estuvieran tranquilos, que solo estaba «castigando a unos golfos».
Pero fuera de la Urbe los silanos tuvieron que someter aún, en los siguientes meses, algunas ciudades de Italia como Praeneste (donde el hijo de Mario se había refugiado), Nola (refugio de los samnites), Volterra (en Etruria, que se defendió con éxito hasta el año 79) o Aesernia (tomada a la fuerza por Catilina). Tras la ocupación de la primera, 5000 prenestinos, a quienes Publio Cornelio Cetego, un ex mariano pasado a las filas silanas, había dado esperanzas de salvación, fueron llevados fuera de los muros de su ciudad, y aunque habían arrojado las armas y se habían postrado a los pies de Sila, este ordenó inmediatamente que fueran muertos y sus cadáveres esparcidos por los campos. Mientras, Pompeyo tomó Sicilia y África y reprimió a sus enemigos.

## La dictadura

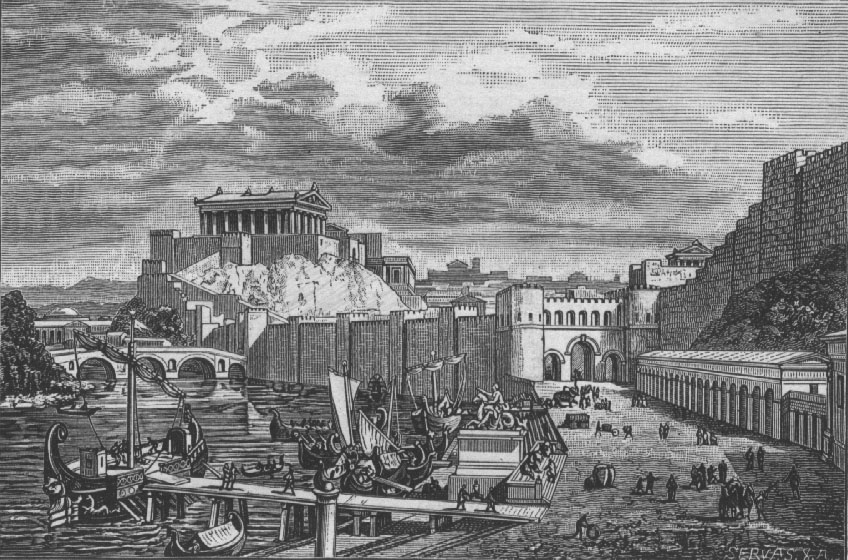
La ciudad de Roma durante los tiempos de la república. Grabado de Friedrich Polack, 1896.

La victoria de Lucio Cornelio Sila fue seguida de su dictadura ilimitada. Cuando convocó una reunión del Senado en el Templo de Belona, a los pocos días de su entrada en Roma, sus poderes se limitaban al mando proconsular de sus tropas. Desde un punto de vista formal, el gobierno legítimo de Roma recaía únicamente en los cónsules, uno de los cuales, Papirio Carbón, había huido a África, y el otro, el joven Mario, se había suicidado asediado en Preneste. Así pues, no había cónsules y Roma, sin gobierno legal, estaba de hecho bajo el control de un procónsul formalmente declarado hostis rei publicae y que, a falta de una derogación oficial, seguía siéndolo.[cita requerida]. La elección recayó en el princeps Senatus. A falta de cónsules, el Senado, siguiendo la tradición, nombró un interrex, que convocara y presidiera las elecciones de nuevos magistrados, Lucio Valerio Flaco. Con todo el poder concentrado en las manos de Sila, nada podía ahora oponerse a su voluntad. Se hubiera esperado que el vencedor pusiese de nuevo en marcha la máquina del Estado mediante la convocatoria de elecciones, y que él mismo, como antes Cina, invistiera el consulado.[cita requerida] Pero Sila tenía la voluntad de emprender, desde la base de su poder, una tentativa de reordenamiento y reforma de la declinante República, ya que las instituciones tradicionales se evidenciaban insuficientes para tal acción. Era necesario[cita requerida] un poder extraordinario por encima del aparato de Estado, y Sila creyó encontrarlo (supuesto su respeto, a pesar de todo, a las formas constitucionales) en una vieja magistratura de carácter extraordinario, que, aunque reconocida en la constitución, había caído en el olvido desde 216 a. C.: la dictadura.
El interrex Valerio Flaco recibió una carta de Sila, en la que este le sugería que, dada la situación, se hacía necesario elegir a un dictador por un plazo de tiempo no determinado, pero tan largo como fuera necesario, para restaurar el orden gubernamental destruido por la guerra civil. En esta carta, Sila se nombraba a sí mismo como el mejor hombre para el puesto y declaraba estar dispuesto para ser elegido. Flaco propuso al pueblo[cita requerida], en consecuencia, la lex Valeria de Sulla dictatore (diciembre[cita requerida] de 82 a. C.), para nombrar a Sila dictator legibus scribundis et rei publicae constituendae, es decir, dictador para la promulgación de leyes y para la organización del Estado. Los comicios centuriados aprobaron la ley, y el Senado la ratificó.
No obstante esta cobertura legal, la dictadura silana apenas tenía algo en común con la vieja magistratura romana. Los seis meses que la tradición imponía como duración máxima se convertían en un plazo indefinido (aunque no vitalicio), y sus prerrogativas en ilimitadas, con lo que a efectos prácticos se convertía en una monarquía sin corona.[cita requerida] Sin embargo, la falta de limitación de tiempo exigida por Sila no significaba un intento de institucionalizar la excepción; la propia evolución de su gestión indica que el dictador solo deseaba ser tal mientras fuera necesario, de esta manera Sila se legitima trayendo a la luz una antigua magistratura.
Aunque sólo fuera en la forma y, especialmente, por las intenciones de la restauración de la legalidad republicana, era preciso respetar las instituciones tradicionales. Por ello, poco después de investir la dictadura, y prescindiendo de la prerrogativa que le autorizaba a designar los cónsules, Sila convocó a los comicios centuriados para su elección. Por supuesto,[cita requerida] el resultado dio la victoria a los candidatos de Sila, dos de sus oficiales: Cneo Cornelio Dolabela y Marco Tulio Decula.
Pero a pesar de la fachada era legal, en el fondo no lo era. Sila podría usar sus legiones y la virtualmente eterna crisis de la República para disuadir a la oposición y Sila ni siquiera se dio cuenta de la ilegalidad de su Dictadura, justificandola con la necesidad del momento
Solo entonces celebró su impresionante[cita requerida] triunfo por la victoria sobre Mitrídates, que duró dos días completos, el 29 y el 30 de enero de 81. Votado y financiado por el Senado, fue el más fastuoso que conociera la ciudad hasta entonces.[cita requerida] En el primer día se exhibieron los cuadros, inscripciones y objetos que representaban las campañas griegas y asiáticas, así como el botín obtenido, destacando las 15 000 libras de oro y 115 000 de plata. El segundo día se celebró el cortejo que precedía a la cuadriga de Sila, rodeada de todos los grandes personajes de Estado que le debían su regreso a Roma.
Poco más tarde se añadiría, con el complaciente asentimiento de la asamblea popular, el sobrenombre oficial de Félix y otros honores, rodeándose de un boato fastuoso, acompañado de 24 lictores (los cónsules solo tenían derecho a 12). El culto a la personalidad servía tanto para satisfacer su vanidad personal, como para apuntalar al Estado, al prestigiar y envolver con carácter sobrehumano a quien pretendía una restauración de la res publica. Una propaganda bien orquestada, sobre todo con las acuñaciones de moneda, presentaba a Sila como líder elegido por los dioses, salvador y vencedor, nuevo fundador de Roma.

### Las proscripciones
El régimen de Sila se apoyó sobre el terror y, en concreto, en la brutal política represiva[cita requerida] de las proscripciones. El día de su entrada en Roma, 2 de noviembre, Sila reunió al Senado para conseguir la ratificación de sus actos realizados como procónsul, pero no logró obtener de los patres los medios legales de practicar una depuración. Al día siguiente, 3 de noviembre, reunió los comicios y profirió terribles[cita requerida] amenazas contra sus enemigos. Luego mostró públicamente la proscripción de 80 senadores y de 440 caballeros. Por no haber recibido del Senado el derecho legal de eliminar a sus adversarios, Sila inventaba un medio nuevo de depuración, la proscripción, según él, una purga controlada para evitar mayores matanzas.
El 4 de noviembre se hizo público —proscribere significa a la vez "publicar" y "proscribir"— un edicto proconsular que comenzaba justificando las medidas tomadas, antes de enumerarlas: se prohibía proporcionar asilo y ayuda a los individuos que figuraran en la lista, so pena de muerte, y recompensaba con 40 000 sestercios (10 000 denarios)[cita requerida] al denunciante y al asesino de un proscrito, prometiendo además la emancipación si el mismo era un esclavo. Los proscritos serían privados de sus tierras y fortunas. Al final venía una lista de 80 nombres pertenecientes al rango senatorial, todos ellos partidarios y antiguos magistrados de Mario y de Cina. Apareció una segunda lista al día siguiente, que contenía 220 nombres de caballeros. Y al día siguiente, una tercera y última con 220 nombres más.[cita requerida] Había comenzado ya la caza de los proscritos, avivada por el espíritu de venganza y la codicia por las recompensas.
En cuanto a los ciudadanos marianistas que no pertenecían ni al orden senatorial ni al de los caballeros, se emprendieron contra ellos diligencias judiciales. La lex Cornelia de proscriptione, una ley con carácter retroactivo que permitía la ejecución sumaria y el asesinato impune de cualquier romano o itálico sospechoso de haber colaborado con el regnum cinnanum, vino a retomar las listas publicadas. La ley precisaba las condiciones de confiscación y venta en pública subasta de los bienes de los proscritos, así como los tratamientos reservados a sus descendientes, que perdían el derecho de residencia y la ciudadanía romana, no pudiendo así acceder a cualquier cargo público.
Tito Livio afirma que con las ventas de bienes confiscados el Tesoro público llenó sus arcas con 350 millones de sestercios.[cita requerida] Sin embargo, los más beneficiados fueron los asesinos, el propio Sila y sus allegados, que se hacían adjudicar propiedades a precios ridículos[cita requerida]. Craso amasó una gran fortuna gracias a las expropiaciones de los bienes de los proscritos. Además, los esclavos de dichos proscripti se convirtieron en libertos al servicio de Sila: los Cornelii, en número de 10 000, que actuaron, además de como ejército privado y guardia del dictador, como una verdadera policía política.[cita requerida] Las fuentes coinciden en las numerosas matanzas, crímenes y venganzas cometidos por secuaces de Sila al amparo de la lex de proscriptione. Su régimen no perdonó ni a los muertos, ya que las cenizas de Cayo Mario fueron exhumadas y arrojadas al Anio. En total, se puede hablar de 80 senadores, 1600 caballeros y 4700 ciudadanos muertos o exiliados a lo largo de la dictadura silana, una cifra muy inferior a las que indican las fuentes antisilanas[¿quién?] y algunos[¿quién?] autores modernos.[cita requerida]
Las matanzas cesaron oficialmente el 1 de junio de 81 a. C., pero la posterior lex de maiestate permitía ulteriores ejecuciones.[cita requerida] Se consideraba como delito de maiestate el reclutamiento ilegal de tropas, el inicio de hostilidades sin autorización del Senado, la entrada de un magistrado proconsular con sus tropas en Italia (se determina el cauce de los ríos Arno y Rubicón como frontera de Italia), la invasión de una provincia con tropas de otra provincia, el abandono del gobierno provincial antes de la llegada de un nuevo gobernador, o la entrada con tropas en un reino aliado. El gobernador acusado de maiestate podía ser condenado con la pérdida de ciudadanía y un exilio permanente.
La proscripción no afectó solo a Roma: los itálicos que apoyaron a los cinanos fueron brutalmente reprimidos y castigados. Las tierras de los samnitas, devastadas; ciudades etruscas que habían apoyado a Papirio Carbón, como Volaterra, Arretium y Faesulae, perdieron sus tierras, que fueron repartidas entre los veteranos de Sila, fundándose colonias militares.

### La legislación silana
Al mismo tiempo, Sila emprendió una serie de reformas institucionales y políticas para restaurar el Estado y promulgar leyes. Profundamente conservadoras, en especial al tratar la integración de los itálicos en las instituciones romanas.
Primero, para devolver al Senado la autoridad absoluta (perdida durante el mandato de los populares), Sila efectuó una lectio Senatus en el año 81, elevando el disminuido número de senadores (Sila había hecho matar a 90 senadores y 15 consulares[cita requerida]) de los 300 habituales a 600, con la inclusión de la élite de los caballeros (cuyo ordo quedó así muy mermado), incluidos los itálicos. La lista senatorial fue completada con algunos oficiales del ejército de Sila en Oriente (Lúculo, por ejemplo) y se aceleró el ritmo de ingreso: los 20 cuestores entraban a formar parte del Senado, renovándose de este modo las bajas producidas por muerte natural y haciendo inútil[cita requerida] el ejercicio de la censura.
Por otra parte, merced a la lex Cornelia iudiciaria, los patres monopolizaron los tribunales de justicia, que desde Cayo Graco eran monopolio de los equites. Ninguna rogatio podía ser sometida a los comicios sin su acuerdo previo (lo que suponía la abrogación de la lex Hortensia de 287 a. C.).
Las magistraturas también fueron reformadas: mediante una lex Cornelia de magistratibus, Sila precisaba el orden de las magistraturas del cursus honorum, la edad mínima para acceder a ellas y el intervalo temporal entre un cargo y el siguiente. El número de titulares fue aumentado y las magistraturas cum imperium limitadas a Italia fueron privadas del imperium militiae.
Pero la institución más perjudicada fue, sin duda,[cita requerida] el tribunado de la plebe, profundamente debilitado por la lex Cornelia de tribunicia potestate. Perdía su capacidad legislativa, al no poder presentar propuestas de ley a la asamblea plebeya sin autorización previa del Senado; se excluía a los tribunos del acceso a cualquiera magistratura del cursus honorum, prohibiendo además que un tribuno de la plebe pudiera ser reelegido al finalizar su mandato; se privaba a la magistratura del derecho de veto (ius intercessionis) y únicamente se le permitía el ius auxilii, la facultad de proteger a un plebeyo contra los actos de un magistrado cum imperium.
Por medio de una lex Cornelia de provinciis ordinandis, Sila intentó proteger al Senado de la formación de facciones de poder duraderas en las provincias y de la amenaza de ejércitos provinciales (tal y como había hecho él mismo). Roma pasaba a tener diez provincias: Sicilia, Córcega y Cerdeña, Galia Cisalpina, Galia Transalpina, Hispania Citerior, Hispania Ulterior, Iliria, Macedonia, Acaya[cita requerida] y Asia (además de Cilicia, que no sería constituida como provincia hasta 63 a. C.[cita requerida]). Estas provincias serían gobernadas por los dos cónsules y los ocho pretores al final de sus mandatos en Roma.
Sila perfeccionó el proceso penal, compilando un auténtico código jurídico y puso las bases para las posteriores legislaciones de Julio César y Augusto.[cita requerida] Por último, distribuyó 120 000 veteranos en las tierras confiscadas de Etruria y Campania y limitó la autonomía de los municipios.
También redactó algunas leyes sobre aspectos menores de la constitución romana:
- La lex Cornelia de sacerdotiis derogaba la lex Domitia del año 104 a. C., que establecía la elección en los comicios centuriados del pontifex maximus. El número de pontífices y augures pasó a ser de quince miembros, al igual que el de los decemviri sacris faciundis, ahora quindecemviri. Se restauraron varios templos, incluido el templo de Júpiter Máximo,[cita requerida] incendiado en 82 a. C., y se ofrecieron suntuosas fiestas públicas que, sin perder su carácter religioso, obedecían más bien a estrategias populistas. En medio de una de tales fiestas murió de enfermedad su esposa Cecilia Metela. Sila, por motivos religiosos, se vio obligado a repudiarla en el lecho de muerte, pero no reparó en gastos para honrar su memoria.
- La lex Cornelia de adulteriis et pudecitia, contra la inmoralidad y a favor de la pureza del matrimonio.
- La lex Cornelia sumptuaria, que, a imitación de la legislación precedente, intentaba poner límite al lujo de los banquetes y ceremonias públicas.[cita requerida]
- Una nueva lex frumentaria, que abolía los repartos de trigo subvencionado por el Estado que venían produciéndose desde tiempos de Cayo Graco. Estos se habían convertido en un gasto muy oneroso para el erario público y en instrumento para el populismo y la compra de votos.[cita requerida]
- La lex Cornelia de novorum civium et libertinorum suffragiis manumitía a 10 000 esclavos, que adoptaron el nombre Cornelio, y los repartía entre las 35 tribus, concediéndoles la plena ciudadanía. Como ya se ha mencionado antes, estos nuevos ciudadanos actuaron como una guardia pretoriana al servicio del dictador.
- La Lex Cornelia de falsis, el primer[cita requerida]

Por último, amplió el pomerium, lo cosa que no se hacía desde tiempos del rey Servio Tulio, y dio una nueva escala a los monumentos, con lo que comenzó la gran arquitectura urbana romana.[cita requerida]

## Retiro y muerte
Contrajo matrimonio con Valeria Mesala, hija del cónsul Marco Valerio Mesala Nigro. Durante unos juegos gladiatorios, Valeria se sentó casualmente junto a Sila, «alargó hacia él la mano, y arrancando un hilacho de la toga de Sila, se dirigió a su asiento. Volviéndose Sila a mirarla con aire de extrañeza, ella le dijo: "Nada hay de malo, ¡oh general!, lo único que quiero es tener también un poco de tu suerte". Oyolo Sila con gusto, y aún dejó ver claramente que le había hecho impresión, porque al punto se informó reservadamente de su nombre y averiguó su linaje y conducta. Siguiéronse después ojeadas de uno a otro, frecuente volver de cabeza, recíprocas sonrisas, y, por fin, palabra y conciertos matrimoniales, de parte de ella quizá no vituperables; pero para Sila, aunque se enlazó con una mujer púdica e ilustre, el origen de este enlace no fue modesto ni decente, dando lugar a que se dijese que se había dejado enredar, como un mozuelo, de una mirada y un cierto gracejo, de que suelen originarse las pasiones más desordenadas y vergonzosas».
Fue con gran sorpresa que Sila renunció repentinamente a la dictadura y se retiró del poder, convirtiéndose en un simple privatus. La fecha en que Sila abdicó de la dictadura y volvió a la condición de privatus es objeto todavía de controversia y, en la práctica, ha sido datada en casi todas las ocasiones posibles. Son dos las propuestas con más posibilidades. Por un lado, autores como Ernst Badian sugieren que Sila se retiró paulatinamente, primero dejando la dictadura a fines de 81, invistiendo el consulado en 80, junto a Metelo Pío, y finalmente, privatus en 79.[cita requerida] Sin embargo, ya que Apiano afirma tajantemente que Sila aún era dictador cuando asumió el consulado, otros historiadores sitúan su renuncia a fines del año 79, coincidiendo con el término del año legal de mandato y la proclamación de los nuevos cónsules.[cita requerida] Se ha tratado[¿quién?] de conciliar ambas posturas sugiriendo que la abdicación de Sila ocurrió en algún momento de 80 —quizá en julio o agosto— pero antes de las elecciones consulares para el año 79, fecha en la que ya fue un simple privatus.
Aunque la información de la que disponemos es superficial para intentar un juicio definitivo, la abdicación de todos los poderes públicos y retiro a la vida privada del dictador han suscitado las más diversas hipótesis. Por una parte, algunos investigadores[¿quién?] consideran este retiro como la culminación natural y lógica de la obra silana de restauración del Estado, dejando camino libre a las instituciones ordinarias. Enfrentados a ellos, otros[¿quién?] la suponen una salida obligada a la frustración de una pretendida monarquía, que no pudo cuajar o, cuanto menos, un retiro forzoso debido a un presunto fracaso de sus intentos de revitalizar la República.[cita requerida]
En cualquier caso, Sila abdicó de todos sus poderes ante la asamblea popular, sin aceptar el proconsulado que le atribuía el gobierno de la Galia,[cita requerida] manifestándose dispuesto a rendir cuentas de su gestión ante la opinión pública. Al no planteársele ninguna pregunta,[cita requerida] despidió a los lictores y regresó a su casa como simple privatus. Según Plutarco:

...hasta tal punto tenía más confianza en su fortuna que en sus propias acciones que, luego de haber matado a tantos y efectuado tantos trastornos y mudanzas en el Estado, renunció al poder, dejó al pueblo árbitro y dueño de sus comicios consulares y no participó en las elecciones, sino que paseaba por el Foro como simple ciudadano, exponiendo su persona a los atropellamientos e insultos.

Se instaló en una villa de Puteoli, en Campania, cerca de la perteneciente a Cayo Mario, la cual vendió a un precio ridículamente[cita requerida] bajo a su hija Cornelia. Allí escribió los 22 libros de sus Memorias (completadas más tarde por su liberto Cornelio Epicado) y regresó a las grandes fiestas y a las disolutas compañías que caracterizaron su juventud, dedicando su tiempo, en palabras de Plutarco, a beber con ellos y contender en bufonadas y chistes, haciendo cosas muy impropias de su vejez y que desdecían mucho de su autoridad. Y así permaneció, lúcido y jocoso, dirigiendo sus asuntos con la misma manera imperiosa y expedita de siempre, hasta el mismo día de su muerte[cita requerida]. No tomó medidas especiales de protección, si es que no lo eran suficientes la liquidación de todos sus enemigos y el ejército en potencia de sus 120 000 veteranos fieles, algunos de los cuales estaban asentados en las proximidades de su retiro.[cita requerida]
Sila falleció como consecuencia de una terrible enfermedad que, a tenor de lo descrito por Plutarco, parece haber sido algún tipo de cáncer intestinal. Las palabras puestas por Salustio en boca de Sila diciendo que su vida podría estar pronta a extinguirse por la enfermedad y el hecho de que Plutarco afirme que Sila conocía de antemano su propio fin podrían aludir a que el dictador ya padecía la enfermedad desde el inicio mismo de su cursus honorum y que era perfectamente consciente de su gravedad.
Tras su muerte en el año 78 a. C. y, ante las dudas sobre qué hacer con su cuerpo, un grupo de sus veteranos lo cargó desde su villa privada hasta el Campo de Marte romano, donde construyeron una gran pira fúnebre en la cual incineraron el cadáver del exdictador, dando a continuación sepultura a sus cenizas. Su epitafio, redactado por él mismo, venía a reducirse a que nadie le había superado ni en hacer el bien a sus amigos ni el mal a sus enemigos.

## Semblanza
Físicamente, Sila fue un hombre impresionante. Según Plutarco, era de «bella y excelente figura». El cabello rojo dorado, característico de su familia, contrastaba con la palidez cadavérica de la piel. Poseía unos ojos azules, glaciales y brillantes, que denotaban su inteligencia extraordinaria, superior a la de todos sus contemporáneos, y mirada fiera y desapacible.
Con respecto a su carácter, Cayo Salustio Crispo dibuja en La guerra de Jugurta un interesante retrato del inexperto y nada joven quaestor al comienzo de su carrera política y militar. Algunas de sus peculiaridades difícilmente cuadran con la imagen que se deriva del retrato plutarqueo:

Sila pertenecía a una ilustre familia pero era de una rama casi echada a perder por la indolencia de sus antepasados; excepcional conocedor lo mismo de las letras griegas que de las latinas, espíritu ambicioso, ávido de placeres pero más ávido aún de gloria; se daba a la disipación en los momentos de ocio pero nunca los deleites le hicieron desatender sus deberes si exceptuamos que pudo comportarse más decorosamente en su vida conyugal. Elocuente, sagaz, siempre dispuesto a hacer amigos, con una capacidad increíble para disimular, espléndido en muchas cosas pero sobre todo con el dinero. A pesar de haber sido el más afortunado de los mortales ya antes de su victoria en la guerra civil, su suerte nunca estuvo por encima de su genio y muchos dudaban si era más valiente o más afortunado(...) Además se dirigía a los soldados con buenas maneras, hacía favores a muchos que se los pedían y a otros por propia iniciativa; en caso de recibirlos, lo hacía a la fuerza y los devolvía con más prontitud que si se tratase de dinero prestado; en cambio él no reclamaba nada a nadie, muy al contrario, se afanaba para que estuviese en deuda con él el mayor número de personas; hacía bromas con los más humildes y también trataba con ellos cosas serias. Estaba siempre presente en los trabajos, en las marchas y en las guardias (...) únicamente no consentía que otro le aventajase en previsión o en valor; y de hecho, él iba por delante de la mayoría.

Sila demostró ser un comandante magnífico, sereno, sagaz, valerosísimo y de gran ascendente con sus hombres,[cita requerida] que lo idolatraban hasta el punto de que dejaron de ser soldados de la República romana para convertirse en soldados de Sila.[cita requerida] Comportándose con prudencia y tacto, supo ganarse también a los oficiales, y se evitó celos y rencores, deleitando por un tiempo a su rival Mario con su celo y entusiasmo. Pese a su fiero[cita requerida] orgullo aristocrático, poseía una facilidad extraordinaria para hacer amistades. Su gran interés por la guerra radicaba en el placer que le producía, porque entrañaba juego y riesgo, dos cosas que le agradaban mucho.[cita requerida]
Uno de sus rivales políticos, Cneo Papirio Carbón decía que en él dormitaban un zorro y un león, y que el zorro era con mucho más peligroso que el león. Conocía perfectamente a los hombres y los medios para explotar sus fuerzas y debilidades. Maquiavelo se referiría más adelante a esta descripción de Sila al contornear las características más deseables de un príncipe.[cita requerida]
La moralitas clásica parece insistir en el hecho de que fue el poder supremo el que tornó a un hombre divertido, benigno y compasivo en un déspota insolente, feroz e inhumano, pero el conjunto de su carrera, y en especial su voluntaria renuncia al poder, no hacen más que añadir incógnitas sobre su persona, una de las más controvertidas del mundo clásico.[cita requerida] Su figura es compleja, quizá como resultado de haber sido, por una parte, prototipo del noble romano y, por otra, un hombre impregnado de una ideología helenística que se hizo dar oficialmente el nombre de Félix (elegido de la Fortuna)[cita requerida] y se consideraba bajo la protección de Venus (Epaphroditos). De tal manera, poseído por ese sentimiento de predestinación, incluso en mitad de las adversidades más catastróficas, Sila se hallaba imbuido de una suprema confianza en sí mismo, una convicción total de que, fueran cuales fueren las circunstancias, la victoria sería suya.

## Sila y la historiografía
Está claro que, para los populares de su tiempo, Sila apareció como el tirano por excelencia. Este punto de vista, luego fue adoptado por la nobilitas, se quiso oponer la dictadura de Julio César a la de Sila)[cita requerida] y finalmente se impuso a la tradición literaria de finales de la República y de la época imperial. Desde Salustio a San Agustín, toda la literatura griega y latina. se ha insistido a porfía en su crudelitas inmoral y monstruosa.[cita requerida]

## Familia
Poco se ha escrito sobre Sila y su familia, debido a la escasez de datos y la existencia de líneas de investigación más interesantes y prometedoras. En consecuencia, el relato de Plutarco —el más largo y detallado que ha llegado hasta nosotros— ha sido aceptado por la historiografía sin demasiada crítica. Salustio, por el contrario, apenas si menciona el tema cuando narra la participación del futuro dictador en la guerra númida.
Según Plutarco, fue precisamente su inclinación por las gentes del vulgo la responsable de la promiscuidad sexual de Sila. Además de con sus esposas legítimas, Sila parece haber compartido lecho con personajes de mala fama como la prostituta griega Nicópolis o el joven actor Metrobio. Sin embargo, no deben achacarse a esta debilidad de carácter los repetidos ensayos nupciales, sino a que, como sucedía con otros contemporáneos de su condición social, Sila empleó el matrimonio como medio de fomentar las relaciones sociales y, consecuentemente, de avanzar en el cursus honorum. Desgraciadamente es tan poco lo conocido de sus consortes que es difícil hacerse una idea no sólo de su identidad, sino incluso de su número. Como podía esperarse, la fuente principal para esta cuestión es Plutarco, que informa que Sila contrajo matrimonio en tres (o dos) ocasiones antes de 89 y repitió otras dos veces entre esa fecha y la de su muerte.
- Primera esposa, Ilia. Se ha sugerido[¿quién?] que su nombre era en realidad Julia, lo que significaría que pertenecía a los Iulii Caesares y explicaría el acercamiento inicial de Sila hacia Mario, casado con una Julia, así como su aparentemente inexplicable cuestura en la guerra de Jugurta. Este primer matrimonio tuvo dos hijos:
  - Cornelia, contrajo matrimonio en primeras nupcias con Quinto Pompeyo Rufo (hijo) y posteriormente con Mamerco Emilio Lépido Liviano; madre de Pompeya, segunda esposa de Cayo Julio César
  - Lucio Cornelio Sila, muerto en la niñez.
- Segunda esposa, Clelia o Elia. Sila se divorció de ella a causa de su esterilidad.
- Tercera esposa, Cecilia Metela, viuda de Marco Emilio Escauro e hija del influyente Lucio Cecilio Metelo Dalmático. De este matrimonio tuvieron dos hijos:
  - Fausto Cornelio Sila.
  - Fausta Cornelia, casada con Tito Anio Milón (pretor en 54 a. C.).
- Cuarta esposa, Valeria, hermana de Marco Valerio Mesala Nigro. Una hija.
  - Cornelia Póstuma, nacida tras la muerte de Sila.

#### Historiografía
- Badian, Ernst (1970). Lucius Cornelius Sulla: The Deadly Reformer. Todd Memorial Lecture. Sídney: Sydney University Press, 1970.
- Bulst, Christoph (1964). «Cinnanum Tempus: A Reassessment of the Dominatio Cinnae». Historia: Zeitschrift fur Alte Geschichte (13): 310.
- CABRERO PIQUERO, J. Aportaciones a la figura de Lucio Cornelio Sila y su época. Cabrero Piquero, Madrid, 1992. ISBN 84-604-2179-1
- Christ, Karl (2002). Sila. Traducción de Roberto Bernet. Barcelona: Herder, 2006. ISBN 978-84-254-2415-1.
- GÓMEZ-PANTOJA, J. L. (1990): “L. Cornelius Sulla. 25 años de investigación (1960-1985). I. Bibliografía”, Polis. Revista de Ideas y Formas Políticas de la Antigüedad, 2, 67-83.
- GÓMEZ-PANTOJA, J. L. (1991) : “L. Cornelius Sulla. 25 años de investigación (1960-1985). II. Estado de la cuestión”, Polis. Revista de Ideas y Formas Políticas de la Antigüedad, 3, 63-110.
- GRIMAL, P. (1990): El mundo mediterráneo en la edad antigua III. La formación del Imperio Romano. Madrid: Siglo XXI ISBN 84-323-0168-X
- HINARD, F. (1985): Sylla. París: Fayard.
- Keaveney, Arthur (1982). Sulla: The Last Republican (en inglés). 2ª edición revisada. Londres: Routledge, 2005. ISBN 02-030-2251-3.
- LE GLAY, M. (2001) Grandeza y decadencia de la República Romana. Cátedra, Madrid, 2001. ISBN 84-376-1895-9
- Lovano, Michael (2002). The Age of Cinna: Crucible of Late Republican Rome (en inglés). Stuttgart: Franz Steiner Veralg, 2002. ISBN 35-150-7948-3.
- ROLDÁN HERVÁS, J. M. (1987): Historia de Roma I: la República Romana. Madrid: Cátedra. ISBN 84-376-0307-2
- La crisis de la República: de los Gracos a Sila. Liceus, Servicios de Gestión y Comunicación, S.L. ISBN 84-96359-29-8